# Charnoz-sur-Ain
Charnoz-sur-Ain est une commune française, située dans le département de l'Ain en région Auvergne-Rhône-Alpes.
Ses habitants s'appellent les Charnoziens et les Charnoziennes.

## Géographie

### Climat
Pour des articles plus généraux, voir Climat d'Auvergne-Rhône-Alpes et Climat de l'Ain.
En 2010, le climat de la commune est de type climat océanique altéré, selon une étude du CNRS s'appuyant sur une série de données couvrant la période 1971-2000. En 2020, Météo-France publie une typologie des climats de la France métropolitaine dans laquelle la commune est dans une zone de transition entre le climat semi-continental et le climat de montagne et est dans la région climatique Bourgogne, vallée de la Saône, caractérisée par un bon ensoleillement (1 900 h/an), un été chaud (18,5 °C), un air sec au printemps et en été et des vents faibles.
Pour la période 1971-2000, la température annuelle moyenne est de 11,8 °C, avec une amplitude thermique annuelle de 18 °C. Le cumul annuel moyen de précipitations est de 1 015 mm, avec 10,4 jours de précipitations en janvier et 7,3 jours en juillet. Pour la période 1991-2020, la température moyenne annuelle observée sur la station météorologique de Météo-France la plus proche, « Ambérieu », sur la commune de Château-Gaillard à 14 km à vol d'oiseau, est de 11,9 °C et le cumul annuel moyen de précipitations est de 1 117,5 mm,. Pour l'avenir, les paramètres climatiques de la commune estimés pour 2050 selon différents scénarios d'émission de gaz à effet de serre sont consultables sur un site dédié publié par Météo-France en novembre 2022.

## Urbanisme

### Typologie
Au 1er janvier 2024, Charnoz-sur-Ain est catégorisée bourg rural, selon la nouvelle grille communale de densité à 7 niveaux définie par l'Insee en 2022.
Elle est située hors unité urbaine. Par ailleurs la commune fait partie de l'aire d'attraction de Lyon, dont elle est une commune de la couronne,. Cette aire, qui regroupe 397 communes, est catégorisée dans les aires de 700 000 habitants ou plus (hors Paris),.

### Occupation des sols
L'occupation des sols de la commune, telle qu'elle ressort de la base de données européenne d’occupation biophysique des sols Corine Land Cover (CLC), est marquée par l'importance des territoires agricoles (67,2 % en 2018), en diminution par rapport à 1990 (69,5 %). La répartition détaillée en 2018 est la suivante : 
terres arables (42,3 %), zones agricoles hétérogènes (24,9 %), forêts (11,9 %), eaux continentales (11,5 %), zones urbanisées (9,4 %).
L'évolution de l’occupation des sols de la commune et de ses infrastructures peut être observée sur les différentes représentations cartographiques du territoire : la carte de Cassini (XVIIIe siècle), la carte d'état-major (1820-1866) et les cartes ou photos aériennes de l'IGN pour la période actuelle (1950 à aujourd'hui).

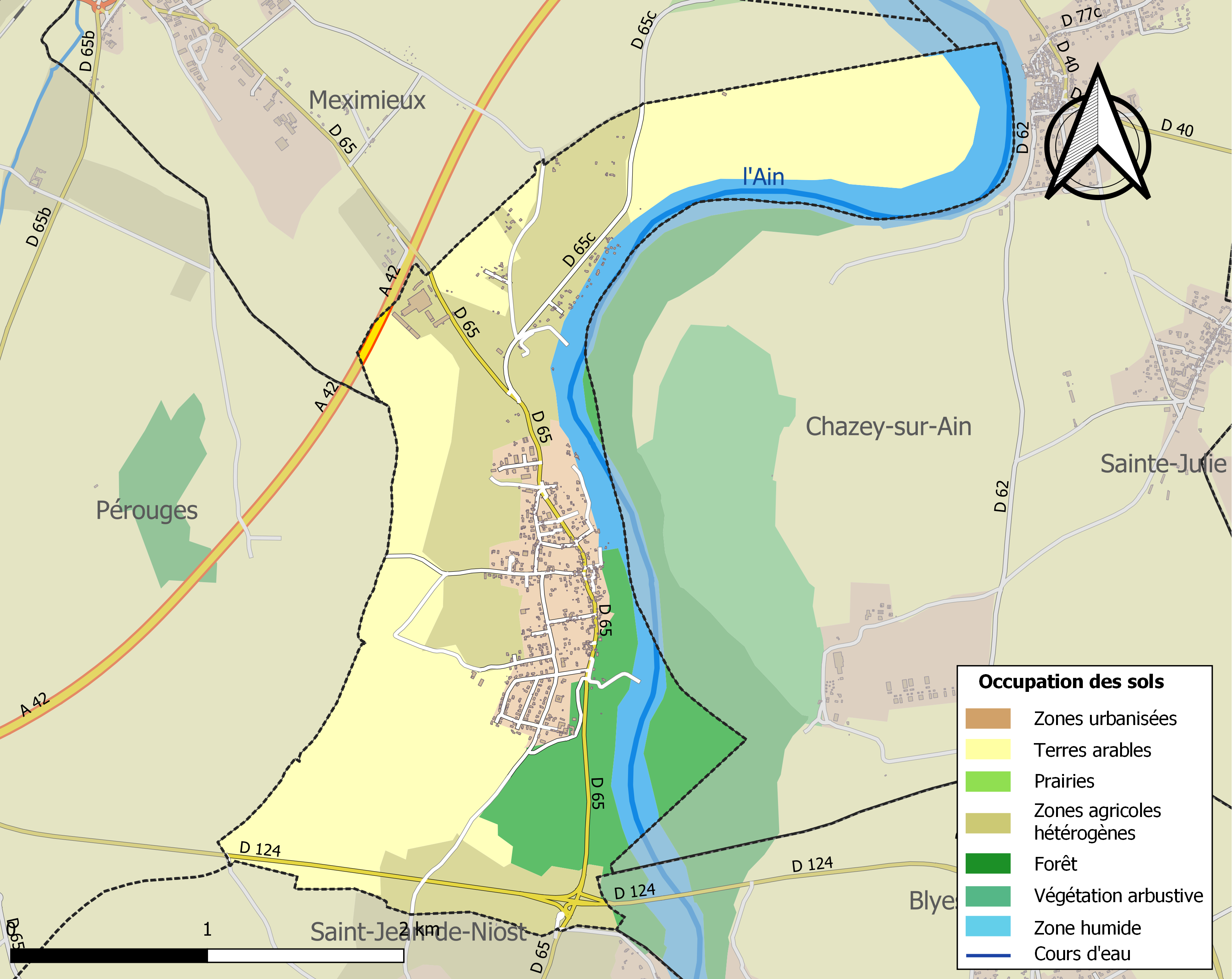
Carte des infrastructures et de l'occupation des sols de la commune en 2018 (CLC).

## Histoire
Le 21 mars 1991, Charnoz prend le nom de Charnoz-sur-Ain
.

## Politique et administration

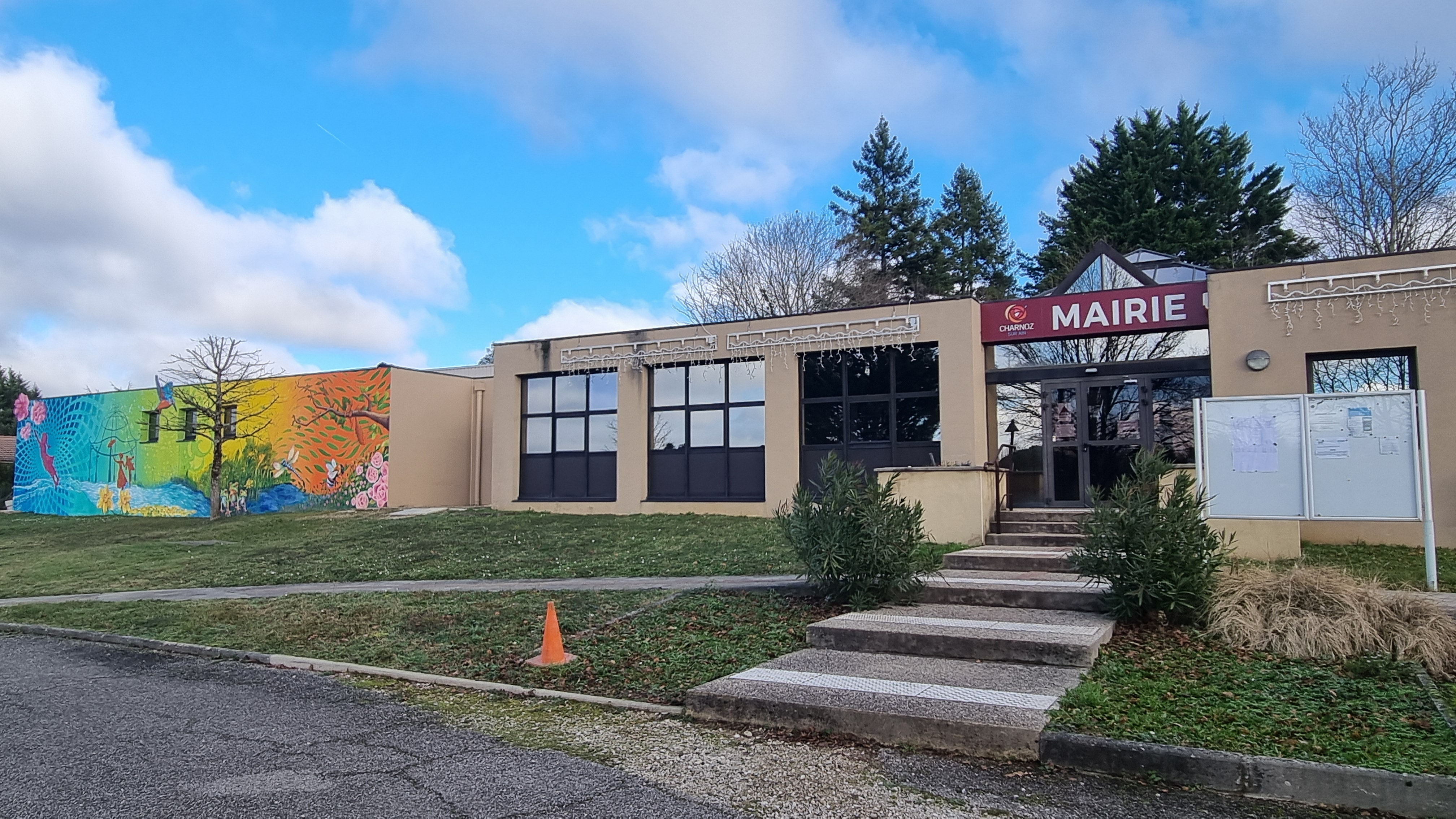
Mairie.

### Découpage territorial
La commune de Charnoz-sur-Ain est membre de la communauté de communes de la Plaine de l'Ain, un établissement public de coopération intercommunale (EPCI) à fiscalité propre créé le 15 décembre 2002 dont le siège est à Chazey-sur-Ain. Ce dernier est par ailleurs membre d'autres groupements intercommunaux.
Sur le plan administratif, elle est rattachée à l'arrondissement de Belley, au département de l'Ain et à la région Auvergne-Rhône-Alpes. Sur le plan électoral, elle dépend du  canton de Lagnieu pour l'élection des conseillers départementaux, depuis le redécoupage cantonal de 2014 entré en vigueur en 2015, et de la deuxième circonscription de l'Ain  pour les élections législatives, depuis le dernier découpage électoral de 2010.

### Administration municipale
| Période                                  | Période  | Identité           | Étiquette | Qualité                                                                             |
| ---------------------------------------- | -------- | ------------------ | --------- | ----------------------------------------------------------------------------------- |
| 1908                                     | 1935     | Adolphe Messimy    |           | Général, ministre                                                                   |
| 1945                                     | 1968     | Célestin Monier    |           | Conseiller général (1945-1951)                                                      |
| 1968                                     | 1979     | Georges Clément    |           |                                                                                     |
| 1995                                     | 2001     | Pierre Ramel       |           |                                                                                     |
| 2001                                     | En cours | Jean-Louis Guyader | UDI       | Expert comptable Réélu en 2008, 2014 et 2020 Président de la communauté de communes |
| Les données manquantes sont à compléter. |          |                    |           |                                                                                     |

## Démographie
L'évolution du nombre d'habitants est connue à travers les recensements de la population effectués dans la commune depuis 1793. Pour les communes de moins de 10 000 habitants, une enquête de recensement portant sur toute la population est réalisée tous les cinq ans, les populations de référence des années intermédiaires étant quant à elles estimées par interpolation ou extrapolation. Pour la commune, le premier recensement exhaustif entrant dans le cadre du nouveau dispositif a été réalisé en 2008.
En 2022, la commune comptait 925 habitants, en évolution de +0,22 % par rapport à 2016 (Ain : +5,15 %, France hors Mayotte : +2,11 %).
| 1793 | 1800 | 1806 | 1821 | 1831 | 1836 | 1841 | 1846 | 1851 |
| ---- | ---- | ---- | ---- | ---- | ---- | ---- | ---- | ---- |
| 214  | 530  | 223  | 248  | 285  | 311  | 311  | 304  | 323  |

| 1856 | 1861 | 1866 | 1872 | 1876 | 1881 | 1886 | 1891 | 1896 |
| ---- | ---- | ---- | ---- | ---- | ---- | ---- | ---- | ---- |
| 290  | 298  | 266  | 276  | 290  | 252  | 261  | 250  | 232  |

| 1901 | 1906 | 1911 | 1921 | 1926 | 1931 | 1936 | 1946 | 1954 |
| ---- | ---- | ---- | ---- | ---- | ---- | ---- | ---- | ---- |
| 234  | 188  | 187  | 160  | 134  | 133  | 133  | 136  | 123  |

| 1962 | 1968 | 1975 | 1982 | 1990 | 1999 | 2006 | 2008 | 2013 |
| ---- | ---- | ---- | ---- | ---- | ---- | ---- | ---- | ---- |
| 103  | 141  | 155  | 267  | 416  | 810  | 889  | 912  | 915  |

| 2018 | 2022 | - | - | - | - | - | - | - |
| ---- | ---- | - | - | - | - | - | - | - |
| 904  | 925  | - | - | - | - | - | - | - |

## Culture locale et patrimoine

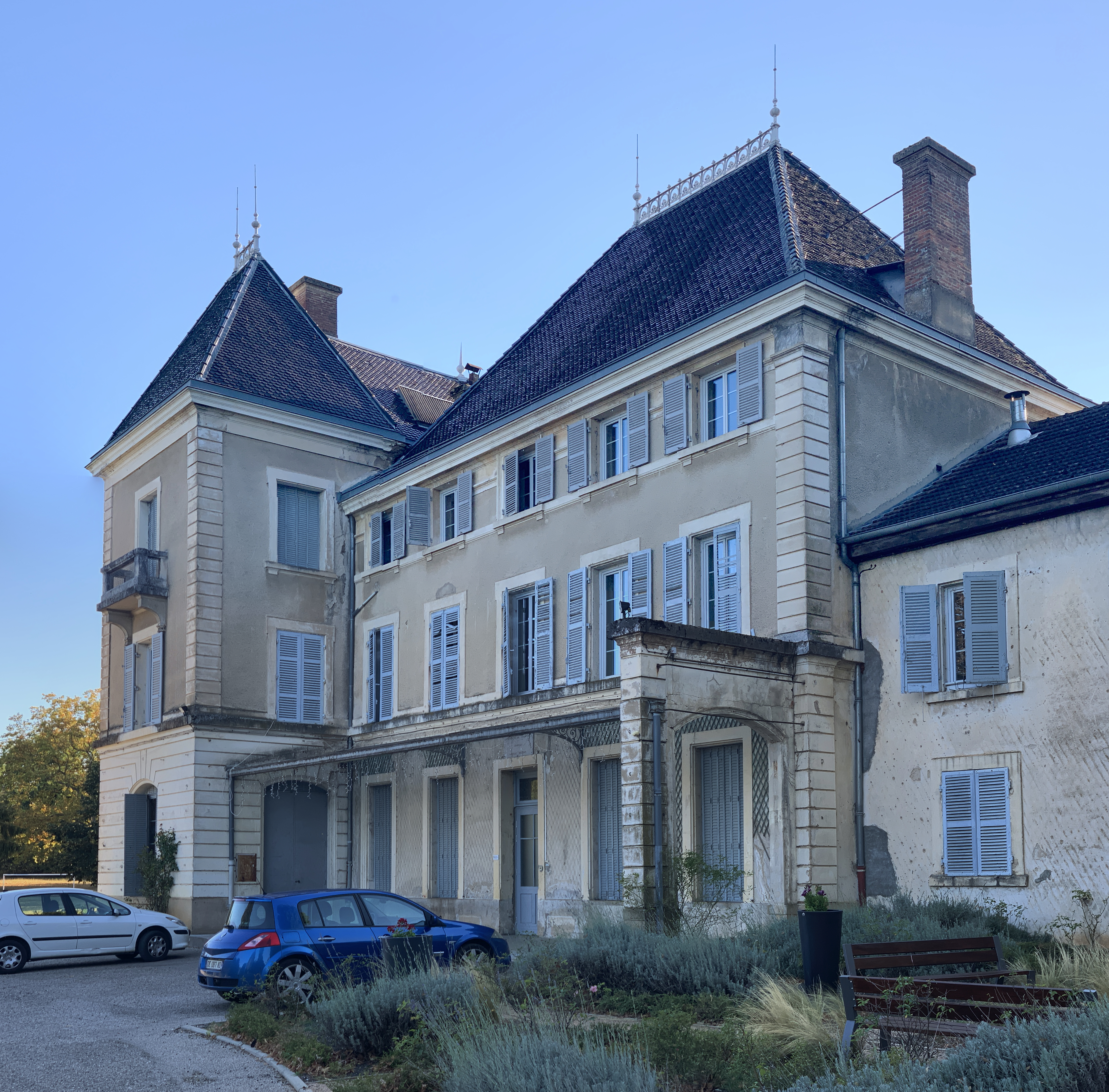
Château Messimy.

### Lieux et monuments
- L'église fait l’objet d’une inscription au titre des monuments historiques depuis le 7 décembre 1925[21].
- La mairie se situe dans l'ancien château du Loyat. Il appartenait à Nicolas Aubry inspecteur général des Ponts et Chaussées de la province de Bresse qui eut deux enfants avec sa femme Marie-Josèphe Gauthier : une fille  Antoinette-Joséphine à qui le château fut légué et qui a épousé le lieutenant-colonel du Génie  Vincent Duparc de Peigné et un fils le général Claude Charles Aubry de La Boucharderie.

### Personnalités liées à la commune
- Adolphe Messimy, né à Lyon le 31 janvier 1869 et mort à Charnoz le 1er septembre 1935 : général, député et sénateur de l'Ain, ministre. Il fut également maire de la commune de 1908 à 1935.
- Jacques Perrin-Fayolle, né à Lyon le 28 août 1920 mort à Lyon le 15 mars 1990 enterré à Charnoz: architecte en chef des bâtiments civil et palais nationaux, Premier grand prix de Rome d’architecture en 1950.

### Héraldique
| Blason de Charnoz-sur-Ain | Blason  | De sable au lion d'argent armé, lampassé et couronné de gueules. |
| Blason de Charnoz-sur-Ain | Détails |                                                                  |